# Sex and Love
Sex and Love (en español: Sexo y amor) es el nombre del décimo álbum de estudio y segundo álbum bilingüe del cantante y compositor español Enrique Iglesias. Fue lanzado al mercado por los sellos discográficos Republic Records y Universal Music Latino el 18 de marzo de 2014.
Del álbum se destacan los sencillos Loco, El perdedor y Bailando, los cuales han alcanzado el número 1 en el Hot Latin Songs de Billboard. La canción Bailando, además, se alza como una de las canciones latinas más exitosas del año 2014, liderando las listas en toda Latinoamérica y llegando al 12 en el Billboard Hot 100 de Estados Unidos.
El álbum cuenta con las colaboraciones de Pitbull, Romeo Santos, Marco Antonio Solís, Flo-Rida, Kylie Minogue, Yandel, Jennifer Lopez, Juan Magan e India Martínez.

## Antecedentes
En una entrevista Enrique Iglesias explicó la razón por la que nombró a su nuevo disco "Sex and Love". "Es una de las primeras cosas que pensé cuando escuché a todo el cuerpo de trabajo. Sin duda, será del agrado de mis fans y se vienen más y mejores sorpresas."

## Composición
Al hablar de su álbum Enrique describió su álbum como divertido y obviamente sexual, mientras que algunos de eso es más introspectivo y nostálgico. Luego continuó diciendo: "Las palabras van juntas, pero pueden ser separados e inspirar a los diferentes sentimientos y pensamientos todo eso lo embarcan cuando encienda la radio, ¿cuáles son los temas que todo el mundo se relaciona.
Todos nos relacionamos con el sexo y el amor. Es por eso que cuando escuche la música - el 90% del tiempo - que se deriva de esos dos sentimientos.
Hablando de su dúo con Kylie Minogue, Iglesias dijo: "Sucedió realmente orgánicamente", dice de su colaboración con la Reina del pop Kylie la escuchó en el estudio, y ella terminó gustándole Ella cantaba sus partes, y todo encajaba tan bien.
Concluyó diciendo que cuando la gente escuche el disco, espero que puedan olvidar lo que está pasando y simplemente disfrutar de ella.

## Lanzamiento y promoción
Este álbum estuvo disponible para pre-pedido el 15 de febrero de 2014 a través de  Topspin Media. Las dos versiones del álbum (estándar - 11 pistas y Deluxe, con 5 bonus tracks) están disponibles en versiones físicas y digitales.

## Sencillos
- "Turn the Night Up" fue lanzado como el primer sencillo del álbum y la canción debutó en el número 30 de la lista Pop Songs y en el número 6 en Dance/Electronic Digital Songs, mientras que también debutó en el número 62 de la Hot 100.
- "Loco" fue lanzado como el primer sencillo en español del álbum y cuenta con la voz invitada del cantante de bachata Romeo Santos. El sencillo llegó a número 1 en España, México y República Dominicana. Por otra parte, también se convirtió en el 23 No.1 de Iglesias en el "Hot Latin Tracks" y el No.1 18 en 'Latin Pop Airplay'. También se sitúa en el puesto N º 9 en el Billboard Year-End Hot Lating Song de 2013.
- "Heart Attack" fue lanzado como segundo sencillo del álbum en inglés. Fue lanzado sólo en continente americano. Alcanzó el puesto N º 88 en el US Billboard Hot 100 y N º 83 en la Canadian Hot 100. También alcanzó el número 26 en US Mainstream Top 40 por lo que es la entrada 16 de Enrique en la lista.
- "El perdedor" fue lanzado como el segundo sencillo del álbum en español. Cuenta como invitado Marco Antonio Solís. Sirve como tema de apertura de la telenovela mexicana de Televisa Lo que la vida me robó (2013-2014). Esta es la cuarta vez que las canciones de Enrique son elegidas como tema de apertura de telenovela después de "Marisol" (1996), "Nunca te olvidaré" (1999) y "Cuando me enamoro" (2010-2011). Se convirtió en el 24 No.1 de Iglesias en 'Hot Latin Songs' y el 19 No.1 en el 'Latin Pop Airplay'. El vídeo musical que fue lanzado el 20 de enero de 2014, dirigido por Jessy Terrero y con la participación de Sandra Echeverría,[1] además de una versión bachata lanzada el 24 de enero de 2014 por el canal oficial de Iglesias en YouTube.[2]
- "I'm a Freak" fue lanzado como el tercer sencillo Inglés del álbum y el primero en ser lanzado en todo el mundo El álbum cuenta con el rapero cubano-estadounidense  Pitbull. La canción alcanzó el número 36 en España, No.45 en Australia y No.52 en Canadá. También alcanzó el puesto N º 38 en EE. UU. Mainstream Top 40 chart haciendo la 17 entrada de Iglesias en la lista.

### Otras canciones
- "I Like How It Feels" fue lanzado como descarga digital en Australia y algunos países de Europa el 23 de septiembre de 2011. La canción fue lanzada como descarga digital en los Estados Unidos el 3 de octubre de 2011. La canción originalmente estaba destinada a ser el primer sencillo de una reedición del álbum de Iglesias Euphoria (álbum de Enrique Iglesias) , sin embargo, el lanzamiento fue cancelado después de los malos resultados de la canción. La canción fue incluida más tarde en la edición de lujo internacional de Sex + Love.
- "Finally Found You" fue lanzado como un sencillo para su décimo álbum de estudio Sex + Love, el 17 de septiembre de 2012. La pista cuenta con la voz del rapero Sammy Adams. Comercialmente, la canción logró alcanzar el top-veinte en Canadá y el top cuarenta en Australia, España y Estados Unidos, también encabezó la Dance Club Songs. Sin embargo, esta canción fue incluida sólo en la edición de lujo internacional de Sexo + Love como "I Like How It Feels".

## Lista de canciones
- Edición estándar - Estados Unidos

| Sex + Love – U.S. standard version |                                                   |                                                  |                                    |          |  |
| N.º                                | Título                                            | Escritor(es)                                     | Producción                         | Duración |  |
| 1.                                 | «I'm a Freak» (feat. Pitbull)                     | Iglesias Hollowell-Dhar Perez                    | The Cataracs                       | 3:39     |  |
| 2.                                 | «There Goes My Baby» (feat. Flo-Rida)             | Iglesias Flo Justin Frank                        | DJ Frank E                         | 3:18     |  |
| 3.                                 | «Bailando» (feat. Descemer Bueno & Gente de Zona) | Iglesias Bueno Alexander Delgado                 | Descemer Bueno                     | 4:03     |  |
| 4.                                 | «El Perdedor» (feat. Marco Antonio Solís)         | Enrique Iglesias                                 | Carlos Paucar ·                    | 3:12     |  |
| 5.                                 | «Loco» (feat. Romeo Santos)                       | Iglesias Bueno                                   | Romeo Santos · Descemer Bueno      | 3:34     |  |
| 6.                                 | «Let Me Be Your Lover» (feat. Pitbull)            | Iglesias Niles Dhar Perez Marty                  | The Cataracs                       | 3:58     |  |
| 7.                                 | «You and I»                                       | Iglesias Axwell Steve Angello Sebastian Ingrosso | The Cataracs · Swedish House Mafia | 3:05     |  |
| 8.                                 | «Heart Attack»                                    | Iglesias Hollowell-Dhar James Ramirez            | The Cataracs                       | 2:50     |  |
| 9.                                 | «Me Cuesta Tanto Olvidarte»                       | Iglesias Bueno                                   | Descemer Bueno                     | 3:34     |  |
| 10.                                | «Noche y De Día» (feat. Yandel & Juan Magan)      | Iglesias Magan Veguilla                          | Juan Magan                         | 3:42     |  |
| 11.                                | «Loco» (feat. India Martínez)                     | Iglesias Bueno                                   | Descemer Bueno                     | 3:13     |  |

- Sex and Love - Deluxe Edition (Estados Unidos)

| Sex + Love – U.S. deluxe version (bonus tracks) |                                                                         |                                |                |          |  |
| N.º                                             | Título                                                                  | Escritor(es)                   | Producer(s)    | Duración |  |
| 12.                                             | «Turn the Night Up»                                                     | Iglesias Niles Dhar Marty Rome | The Cataracs   | 3:17     |  |
| 13.                                             | «Beautiful» (feat. Kylie Minogue)                                       | Iglesias Taylor                | Metrophonic    | 3:25     |  |
| 14.                                             | «Only a Woman»                                                          | Iglesias Taylor                | Mark Taylor    | 4:03     |  |
| 15.                                             | «El Perdedor (Bachata Remix)» (feat. Marco Antonio Solís)               | Iglesias Bueno                 | Descemer Bueno | 3:26     |  |
| 16.                                             | «Bailando (Infantry Remix)» (feat. Descemer Bueno, Gente de Zona, Vein) | Iglesias Bueno Delgado         | Descemer Bueno | 3:33     |  |

- Walmart Bonus Tracks

| Sex + Love – U.S. Walmart version (bonus tracks) |                                                                             |                                  |                |          |  |
| N.º                                              | Título                                                                      | Escritor(es)                     | Producer(s)    | Duración |  |
| 1.                                               | «Still Your King» (feat. The Cataracs)                                      | Iglesias Niles Dhar Rome Marty   | The Cataracs   | 3:37     |  |
| 2.                                               | «Loco» (feat. Descemer Bueno)                                               | Iglesias Bueno                   | Descemer Bueno | 3:14     |  |
| 3.                                               | «Me Cuesta Tanto Olvidarte (Remix)»                                         | Iglesias Bueno                   | Descemer Bueno | 3:36     |  |
| 4.                                               | «Bailando (DJ Chino Tropical Remix)» (feat. Descemer Bueno & Gente de Zona) | Iglesias Bueno Alexander Delgado | Descemer Bueno | 3:33     |  |

- Sex and Love (Tracklist Internacional)

| Sex + Love – International standard version |                                                   |                                                  |                                    |          |  |
| N.º                                         | Título                                            | Escritor(es)                                     | Producer(s)                        | Duración |  |
| 1.                                          | «I'm a Freak» (feat. Pitbull)                     | Iglesias Niles Dhar Perez                        | The Cataracs                       | 3:39     |  |
| 2.                                          | «There Goes My Baby» (feat. Flo-Rida)             | Iglesias Flo Justin Franks                       | DJ Frank E                         | 3:18     |  |
| 3.                                          | «Bailando» (feat. Descemer Bueno & Gente de Zona) | Iglesias Bueno Alexander Delgado                 | Descemer Bueno                     | 4:03     |  |
| 4.                                          | «Beautiful» (feat. Kylie Minogue)                 | Iglesias Taylor                                  | Metrophonic                        | 3:25     |  |
| 5.                                          | «Heart Attack»                                    | Iglesias Niles Dhar                              | The Cataracs                       | 2:50     |  |
| 6.                                          | «Let Me Be Your Lover» (feat. Pitbull)            | Iglesias Niles Dhar Perez Marty                  | The Cataracs                       | 3:58     |  |
| 7.                                          | «You and I»                                       | Iglesias Axwell Steve Angello Sebastian Ingrosso | The Cataracs · Swedish House Mafia | 3:05     |  |
| 8.                                          | «Still Your King» (feat. The Cataracs)            | Iglesias Niles Dhar Marty Rome                   | The Cataracs                       | 3:37     |  |
| 9.                                          | «Only a Woman»                                    | Taylor Iglesias                                  | Mark Taylor                        | 4:03     |  |
| 10.                                         | «Physical» (feat. Jennifer Lopez)                 | Lopez Iglesias Sandy                             | Sandy Vee                          | 3:48     |  |
| 11.                                         | «Turn the Night Up»                               | Iglesias Niles Dhar Marty Rome                   | The Cataracs                       | 3:17     |  |

- Love and Sex - Deluxe Edition Internacional

| Sex + Love – International deluxe version (bonus tracks) |                                                       |                                                                            |                      |          |  |
| N.º                                                      | Título                                                | Escritor(es)                                                               | Producer(s)          | Duración |  |
| 12.                                                      | «Loco» (feat. India Martínez)                         | Iglesias Bueno                                                             | Carlos Paucar        | 3:13     |  |
| 13.                                                      | «Finally Found You» (feat. Sammy Adams)               | Yoan Chirescu Fadil El Ghoul Iglesias Lenssen Luttrell soFLY & Nius Wisner | soFLY & Nius · R3hab | 3:40     |  |
| 14.                                                      | «I Like How It Feels» (featuring Pitbull & The WAV.s) | Iglesias RedOne Perez Adam Baptiste Björn Djupström                        | RedOne · Alex P      | 3:40     |  |
| 15.                                                      | «El Perdedor» (feat. Marco Antonio Solis)             | Iglesias                                                                   | Decemer Bueno        | 3:12     |  |

## Certificaciones
| País                       | Organismo certificador | Certificación         | Ventas  | Ref.   |
| -------------------------- | ---------------------- | --------------------- | ------- | ------ |
| Argentina                  | CAPIF                  | Platino               | 40 000  | [ 9 ]  |
| Brasil                     | ABPD                   | Oro                   | 20 000  | [ 10 ] |
| Chile                      | IFPI                   | Oro                   | 5000    | [ 11 ] |
| Colombia                   | ASINCOL                | Platino               | 10 000  | [ 12 ] |
| Ecuador                    | IFPI                   | Oro                   | 3000    | [ 13 ] |
| India                      | IMI                    | Platino               | 6000    | [ 14 ] |
| México                     | AMPROFON               | Diamante + 3× Platino | 480 000 | [ 15 ] |
| América Central (7 países) | IFPI                   | Oro                   |         | [ 13 ] |
| Perú                       | IFPI                   | Oro                   | 3000    | [ 13 ] |
| Portugal                   | AFP                    | Oro                   | 7500    | [ 12 ] |
| España                     | PROMUSICAE             | Platino               | 40 000  | [ 16 ] |
| Estados Unidos             | RIAA                   | 2× Platino            | 200 000 | [ 17 ] |
| Venezuela                  | APFV                   | Platino               | 10 000  |        |

## Créditos y personal
- Enrique Iglesias – Voz Principal
- Pitbull – Voz ("I'm A Freak ; Let Me Be Your Lover")
- Marco Antonio Solís – Voz ("El Perdedor")
- Romeo Santos – Voz ("Loco")
- Kylie Minogue – Voz ("Beautiful")
- Descemer Bueno –  Voz ("Bailando ; Loco")
- Jennifer Lopez - Voz ("Physical")
- Gente de Zona - Voz ("Bailando")
- India Martínez - Voz ("Loco")
- Yandel - Voz ("Noche Y Dia")
- Juan Magán - Voz ("Noche Y Dia")
- Flo Rida - Voz ("There Goes My Baby")